# Paradipus ctenodactylus
Il gerboa dalle dita a pettine (Paradipus ctenodactylus Vinogradov, 1929) è un roditore della famiglia dei Dipodidi, unica specie del genere Paradipus (Vinogradov, 1930), diffuso nell'Asia centrale.

## Descrizione

### Dimensioni
Roditore di piccole dimensioni, con la lunghezza della testa e del corpo tra 140 e 165 mm, la lunghezza della coda tra 180 e 225 mm, la lunghezza del piede tra 75 e 84 mm, la lunghezza delle orecchie tra 32 e 40 mm e un peso fino a 185 g.

### Caratteristiche craniche e dentarie
Il cranio presenta un rostro corto, le ossa nasali che si estendono anteriormente, le bolle timpaniche non sono particolarmente rigonfie e le arcate zigomatiche sottili. La mandibola è perforata sul processo angolare. Gli incisivi sono bianchi, lisci ed opistodonti, ovvero con le punte rivolte verso la parte interna della bocca, i molari hanno le cuspidi modificate in lamine.
Sono caratterizzati dalla seguente formula dentaria:

### Aspetto
L'aspetto è quello di un topo con la testa grande, piedi allungati e una lunga coda. Le parti dorsali variano dal color nocciola al rosato, mentre le parti inferiori sono bianche. Intorno ad ogni occhio è presente una macchia biancastra, su ogni guancia e sul petto invece sono presenti macchie giallo-rossicce. Il muso è breve, in naso è appiattito, gli occhi sono grandi. Le orecchie sono lunghe e strette. Le zampe posteriori sono allungate con i tre metatarsi centrali fusi tra loro in un unico osso denominato cannone e terminano con tre dita, delle quali quella centrale è la più lunga. Lungo i loro margini sono presenti delle frange di lunghe setole, la cui funzione è quella di facilitare i movimenti su terreni sabbiosi. Le zampe anteriori sono poco sviluppate, le loro dita sono munite di artigli relativamente robusti adatti per scavare. La coda è molto più lunga della testa e del corpo e termina con un grosso pennacchio bianco. 

## Biologia

### Comportamento
È una specie notturna e terricola con andatura saltante, tuttavia può arrampicarsi su cespugli e piccoli alberi. È tra i gerboa più veloci essendo in grado di compiere balzi fino a tre metri e di coprire distanze di 180 metri in un minuto. Percorre 7–11 km a notte alla ricerca di cibo. Costruisce tane relativamente semplici che si estendono in profondità quasi ad angolo retto con i fianchi delle dune sabbiose. Le entrate larghe 10 cm sono tenute sempre aperte, solitamente non sono presenti passaggi secondari o uscite d'emergenza. I nidi sono situati in camere alla profondità di 1,5-2,5 m in estate quando talvolta non vengono utilizzate per più di un giorno, mentre in inverno durante il letargo queste vengono posizionate fino a 4–5 m di profondità sui lati protetti delle dune e vengono rivestite con foglie e steli d'erba. Entra in ibernazione dai primi di dicembre fino a metà febbraio. Ogni individuo ha un raggio d'azione di 1,5–2 km che si sovrappone a quello di altri consimili. Sono stati registrati all'interno delle tane caratteristici suoni formati da due battiti rapidi seguiti da una lunga pausa.

### Alimentazione
Si nutre di semi, germogli, bacche, fiori e frutta di piante desertiche.

### Riproduzione
Sono presenti due stagioni riproduttive, la prima tra aprile e maggio e la seconda a luglio. Danno alla luce 2-6 piccoli alla volta.

## Distribuzione e habitat
Questa specie è diffusa nell'Asia centrale, dalle sponde del fiume Syr Darya, nel Kazakistan centro-meridionale fino alle rive del Mar Caspio nel Turkmenistan sud-occidentale.
Vive nei deserti sabbiosi con una copertura sparsa di boscaglia.

## Conservazione
La IUCN Red List, considerato il vasto areale e la mancanza di minacce, classifica P.ctenodactylus come specie a rischio minimo (Least Concern).